# Майк Джексон (футболіст, 1973)
Майк Джексон (англ. Mike Jackson, нар. 4 грудня 1973, Ліверпуль) — англійський футболіст, що грав на позиції захисника. По завершенні ігрової кар'єри — тренер.

## Ігрова кар'єра
Професійну кар'єру розпочав у клубі «Кру Александра». У серпні 1993 року на правах вільного агента підписав контракт з командою «Бері». У березні 1997 року перейшов до «Престон Норт-Енд» за яку відіграв сім сезонів. Один місяць з грудня 2002 року по січень 2003 року провів в оренді «Транмер Роверз», після чого тренер «Роверз» Крейг Браун виключив його зі складу команди. У травні 2004 року Майк підписав контракт з «Транмер Роверз» на правах вільного агента.
У червні 2006 року Джексон приєднався до «Блекпула» на правах вільного агента. 19 серпня 2006 року Майк забив свій перший гол в переможній грі 4–2 проти «Бристоль Сіті». Наступного сезону Джексон був капітаном команди. У лютому 2008 року Майк отримав травму та вибув на два місяці. 7 травня 2008 року «Блекпул» розірвав з ним контракт.
23 червня 2008 року Джексон підписав дворічний контракт з «Шрусбері Таун», сума якого стала на той момент клубним рекордом.
13 січня 2010 року Джексон завершив кар'єру через тривалу травму коліна, він залишився в клубі до кінця сезону 2009–10 на тренерській посаді.

## Тренерська кар'єра
У сезоні 2009–10 Майк призначений тимчасово виконуючим обов'язки головного тренера клубу «Шрусбері Таун». У 2014 році після відставки Грема Тернера Джексон очолив команду.
18 липня 2020 року Джексон очолив клуб «Транмер Роверз». 31 жовтня 2020 року подав у відставку.
У квітні 2022 року був тимчасово виконувачем обов'язків головного тренера клубу «Бернлі».